# Ante Vučković
Ante Vučković (Sinj,  23. veljače 1958.) hrvatski je franjevački svećenik, sveučilišni profesor, filozof i pisac. 
Rođen je 23. veljače 1958. godine u Sinju, gdje je završio osnovnu školu i klasičnu gimnaziju. Zaređen je za svećenika Franjevačke provincije Presvetoga Otkupitelja 10. srpnja 1983. godine u Sinju. Vučković je diplomirao na filozofsko-teološkom studiju u Makarskoj i Zagrebu 1984. godine. Poslijediplomski studij filozofije nastavio je u inozemstvu. Krenuo je na Visokoj filozofskoj školi (Philosophische Hochschule) u Münchenu, a dovršio na Papinskom učilištu Antonianum u Rimu. Magistrirao je i obranio doktorsku disertaciju iz filozofije. Njegova doktorska disertacija bila je naslovljena „Dimenzija slušanja u M. Heideggera” (1993.).
Bio je kapelan u Metkoviću i dušobrižnik za hrvatske iseljenike u Münchenu. Vodio je brojne duhovne vježbe.
Vučković je predavač na nekoliko važnih institucija: Katolički bogoslovni fakultet Sveučilišta u Splitu (od ak. god. 1999./2000.), Odsjek za filozofiju Filozofskoga fakulteta Sveučilišta u Splitu (od 2005./2006.), Hrvatsko katoličko sveučilište u Zagrebu (od 2015./2016.)
Napredovao je u akademskim zvanjima: viši asistent postao je 1996., docent 2000., izvanredni profesor 2007., a redovni profesor 2015.
Bio je prodekan za nastavu (2003. – 2005.), prodekan za znanost (2009. – 2011. i 2013. – 2015.) i dekan Katoličkoga bogoslovnog fakulteta u Splitu (2011. – 2013.)
Član je Vijeća Hrvatske biskupske konferencije za kler i predsjednik Franjevačkog instituta za kulturu mira (od 2016.). Član je uredničkoga vijeća časopisa „Crkva u svijetu”, znanstvenog vijeća časopisa „Nova prisutnost”.

## Knjige
Autor je nekoliko značajnih knjiga:
- „Dimenzija slušanja kod M. Heideggera” (1993.)
- „Riječju probuđeni” (2003.)
- „Dah sile Božje” (2005.)
- „Putovi i stramputice praštanja” (2006.)
- „Imena i riječi” (2009.)
- „Prepoznati Uskrsloga” (2012.)
- „Vrtlog grijeha” (2014.)
- „Gledaj, tvoja majka!” (2016.)
- „Vi ste prijatelji moji” (2019.)
- „Kolajna od šutnje” (2019.)
- „Neostvarena sloboda, Crkva i društvo od pada komunizma do vladavine korone” (2021.)